# Disa neglecta
Disa neglecta är en orkidéart som beskrevs av Otto Wilhelm Sonder. Disa neglecta ingår i släktet Disa och familjen orkidéer. Inga underarter finns listade i Catalogue of Life.